# Alfons Frenzel
Alfons Frenzel (obersorbisch Alfons Frencl; * 14. Dezember 1946 in Rosenthal, Landkreis Kamenz, Sachsen; † 27. Oktober 2015 ebenda) war ein  sorbischer Schriftsteller. 
Frenzel war über 40 Jahre lang als Lehrer für Geschichte und Englisch tätig. Er wurde bekannt mit seinen Werken „Am Horizont der Welt“, „Lausitz grenzenlos“ und „Lausitz rundum“, die er im Domowina-Verlag veröffentlichte. Er war zudem über 30 Jahre Redakteur des sorbischen Buchkalenders „Serbska Protyka“. 
Im Jahr 1999 erhielt er den Ćišinski-Preis. 

## Werke
- Alwin Krawčik: žiwjenje a skutkowanje serbskeho prócowarja, Domowina-Verlag 1972, zusammen mit Ludmila Budarjowa
- Mikławš Bjedrich Radlubin (1859–1930), Domowina-Verlag 1984 (Monografie)
- Rosenthal, Domowina-Verlag 1988
- Křižerjo, Domowina-Verlag 1992
- Am Horizont die Welt, Domowina-Verlag 2000
- Osterreiten. Ein sorbischer Brauch, Domowina-Verlag 2005
- Lausitz rundum. Zwischen Rand und Mitte, Domowina-Verlag 2010
- Lausitz mittendrin, Domowina-Verlag 2013
- Mój serbski słownik, Domowina-Verlag 2015